# Barbara Shelley
Barbara Shelley, született Barbara Teresa Kowin (London, 1932. február 13. – London, 2021. január 3.) angol színésznő.

## Válogatott filmográfia

### Film
- Mantrap (1953)
- Luna nova (1955)
- Destinazione Piovarolo (1955)
- I quattro del getto tonante (1955)
- Motivo in maschera (1955)
- Lacrime di sposa (1955)
- Ballata tragica (1955)
- Az én fiam, Néró (Mio figlio Nerone) (1956)
- Totò, Peppino e i fuorilegge (1956)
- Suprema confessione (1956)
- Cat Girl (1957)
- The End of the Line (1958)
- The Camp on Blood Island (1958)
- Blood of the Vampire (1958)
- The Solitary Child (1958) as Harriet
- Deadly Record (1959)
- Murder at Site 3 (1959)
- Bobbikins (1959)
- Elátkozottak faluja (Village of the Damned) (1960)
- Dávid története (A Story of David) (1961)
- Shadow of the Cat (1961)
- A postás kopogása (Postman's Knock) (1962)
- Death Trap (1962)
- Stranglehold (1963)
- The Gorgon (1964)
- Blind Corner (1964)
- The Secret of Blood Island (1965)
- A sötétség hercege (Dracula: Prince of Darkness) (1966)
- Raszputyin, az őrült szerzetes (Rasputin, the Mad Monk) (1966)
- Quatermass és a pokol (Quatermass and the Pit) (1967)
- Ghost Story (1974)

### Televízió
Tv-filmek
- The Spy Killer (1969)
- The Comedy of Errors (1978)
- A régensherceg (Prince Regent) (1979)
- Büszkeség és balítélet (Pride and Prejudice) (1980)
- The Borgias (1981)
- Maigret (1988)
- The Dark Angel (1991)

Tv-sorozatok
- Az Angyal kalandjai (The Saint) (1962, egy epizódban)
- Oil Strike North (1975, 12 epizódban)